# Empogona
Empogona là một chi thực vật có hoa trong họ Thiến thảo (Rubiaceae).

## Loài
Chi Empogona gồm các loài: